# تیفاریتی
تیفاریتی (به عربی: تفاریتی) یک منطقهٔ مسکونی در صحرای غربی است که در جمهوری دموکراتیک عربی صحرا واقع شده‌است.

## خصوصیات
تیفاریتی ۳٬۰۰۰ نفر جمعیت دارد و ۴۹۰ متر بالاتر از سطح دریا واقع شده‌است.

## خواهرخوانده
شهرهای لورو چیوفنا، مونتاله، پونتاسیوه، Signa، Los Palacios y Villafranca، اگلیانا، Balmaseda، سویا و ریمل خواهرخوانده‌های تیفاریتی هستند.

## نگارخانه

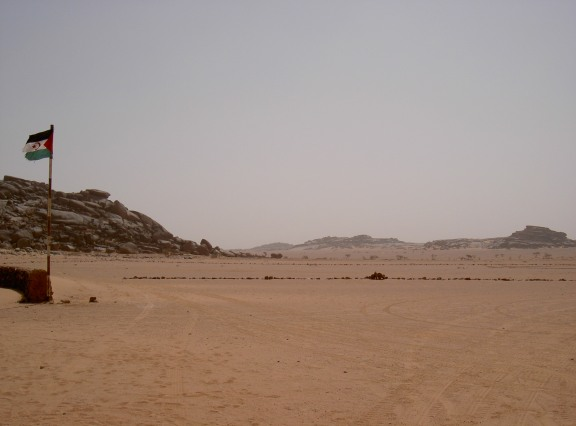
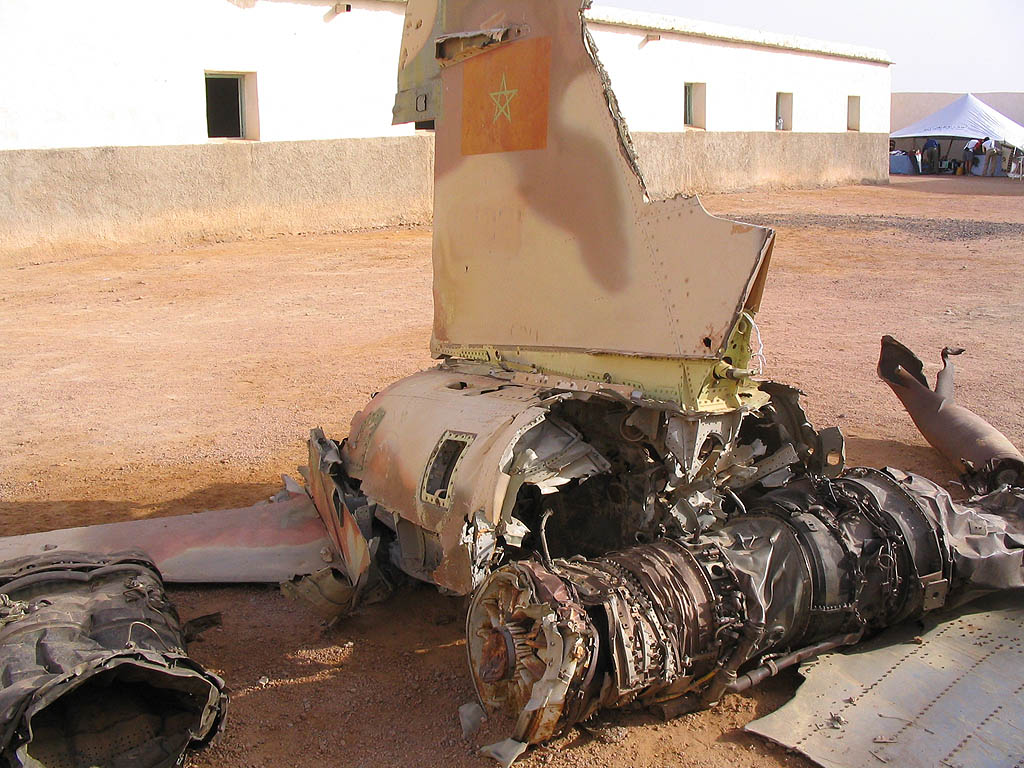
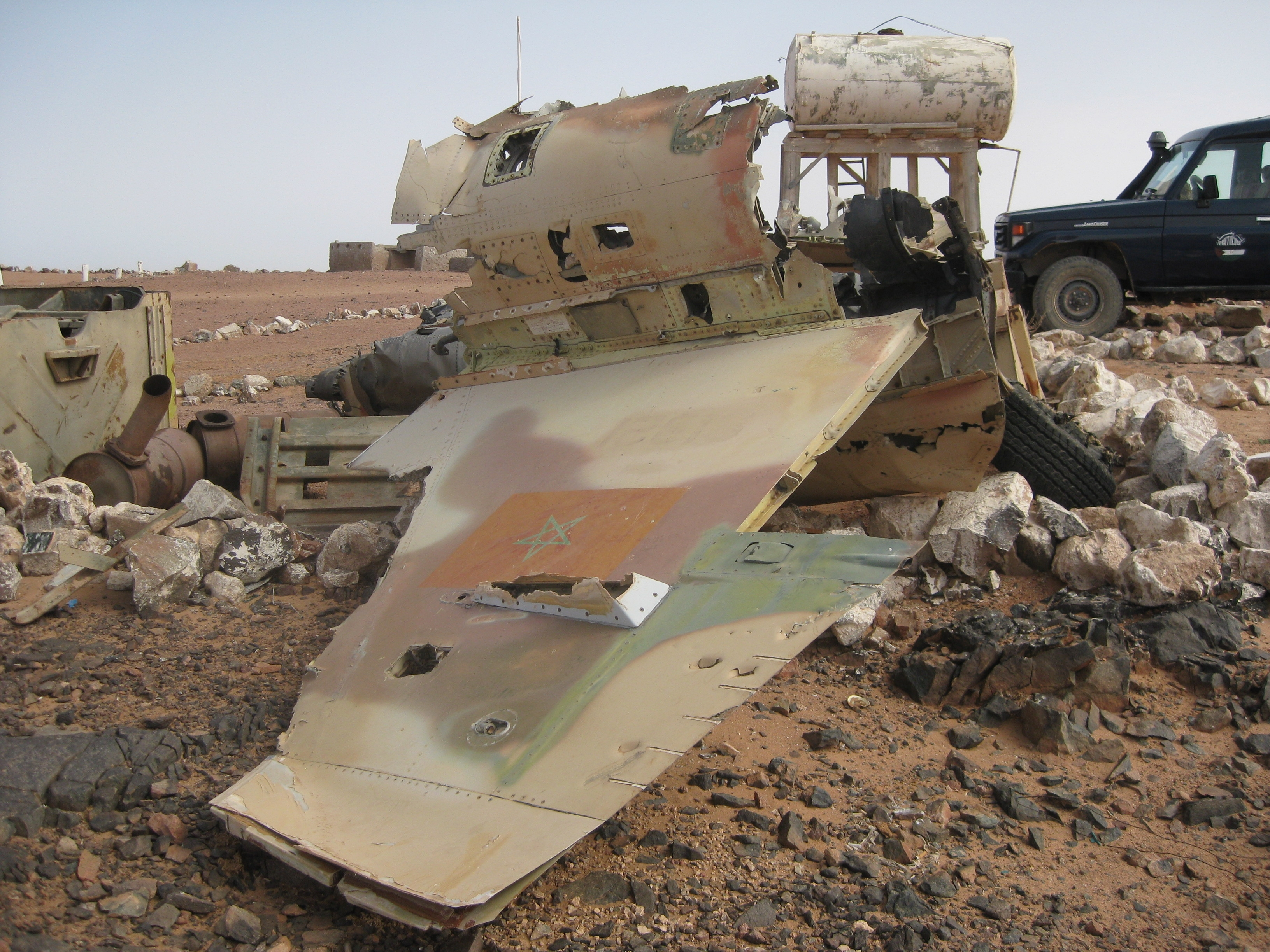
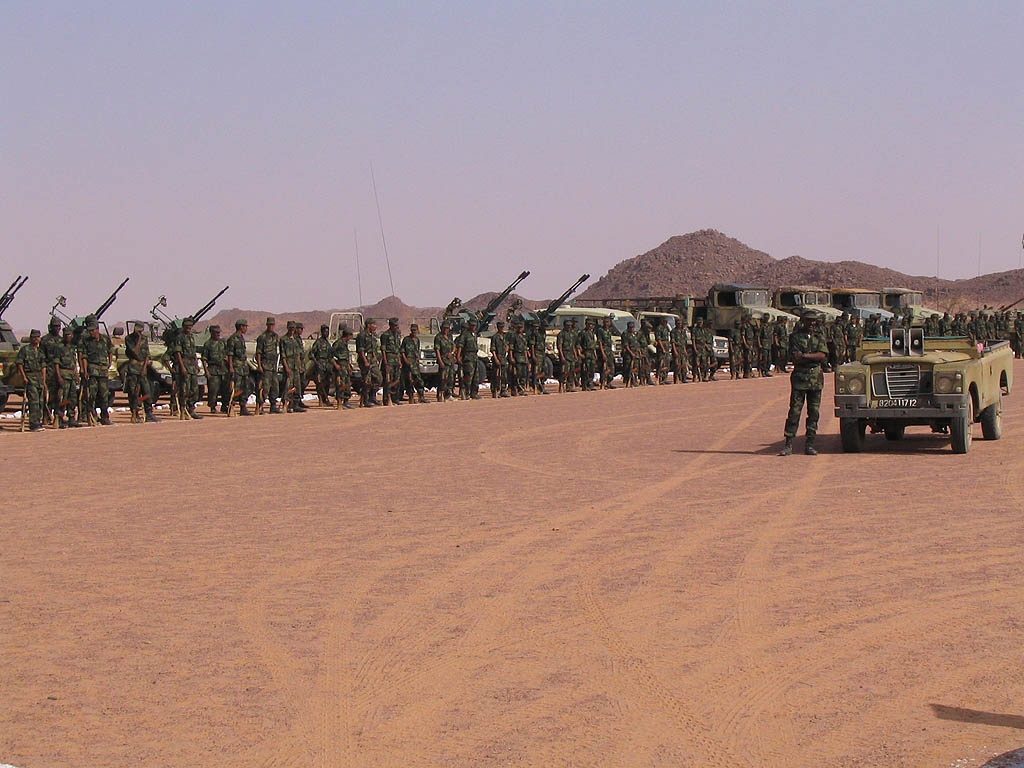
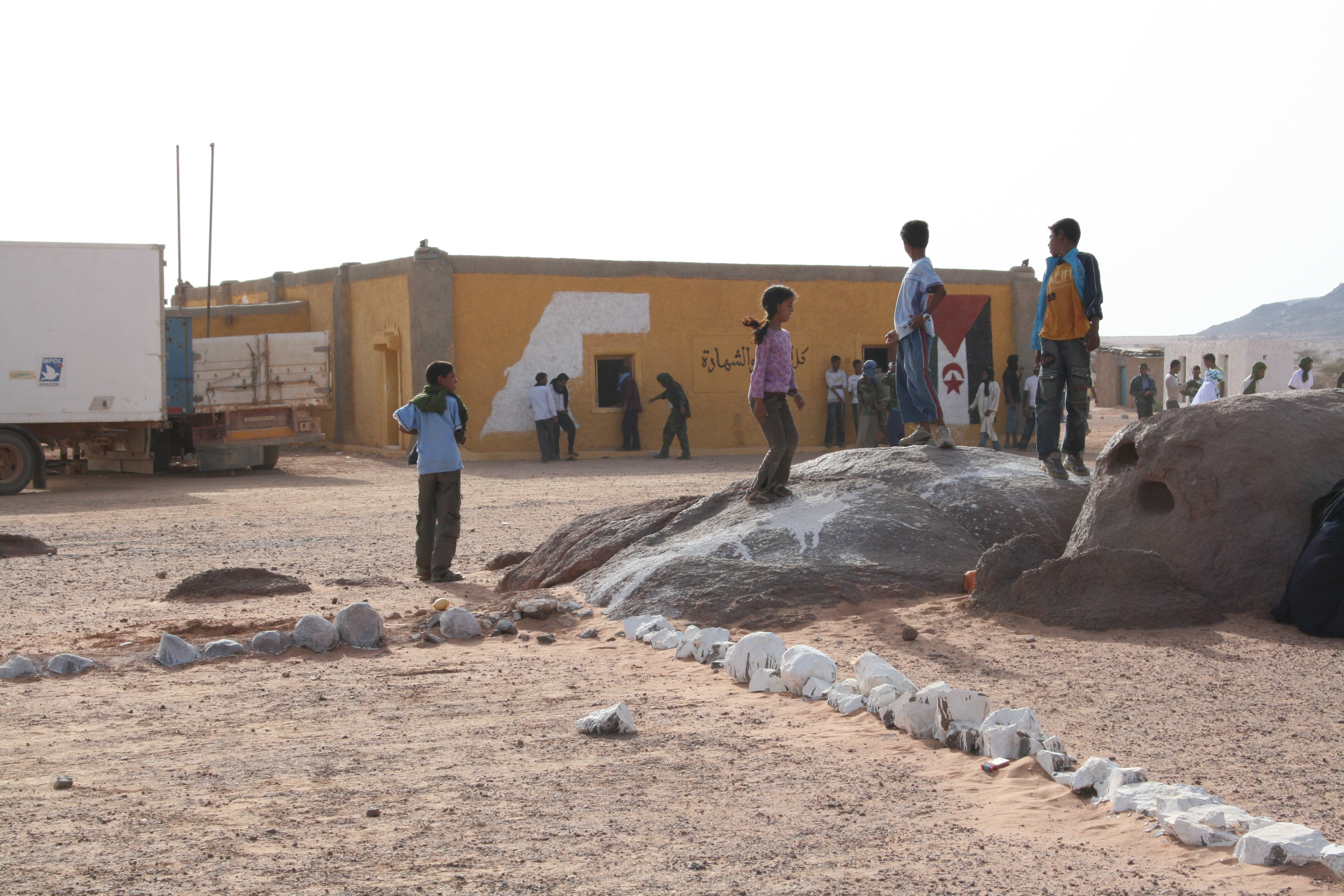
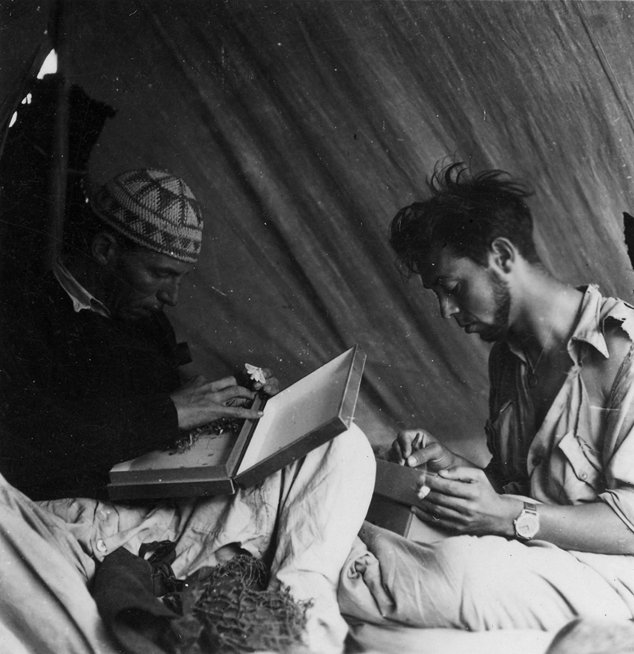
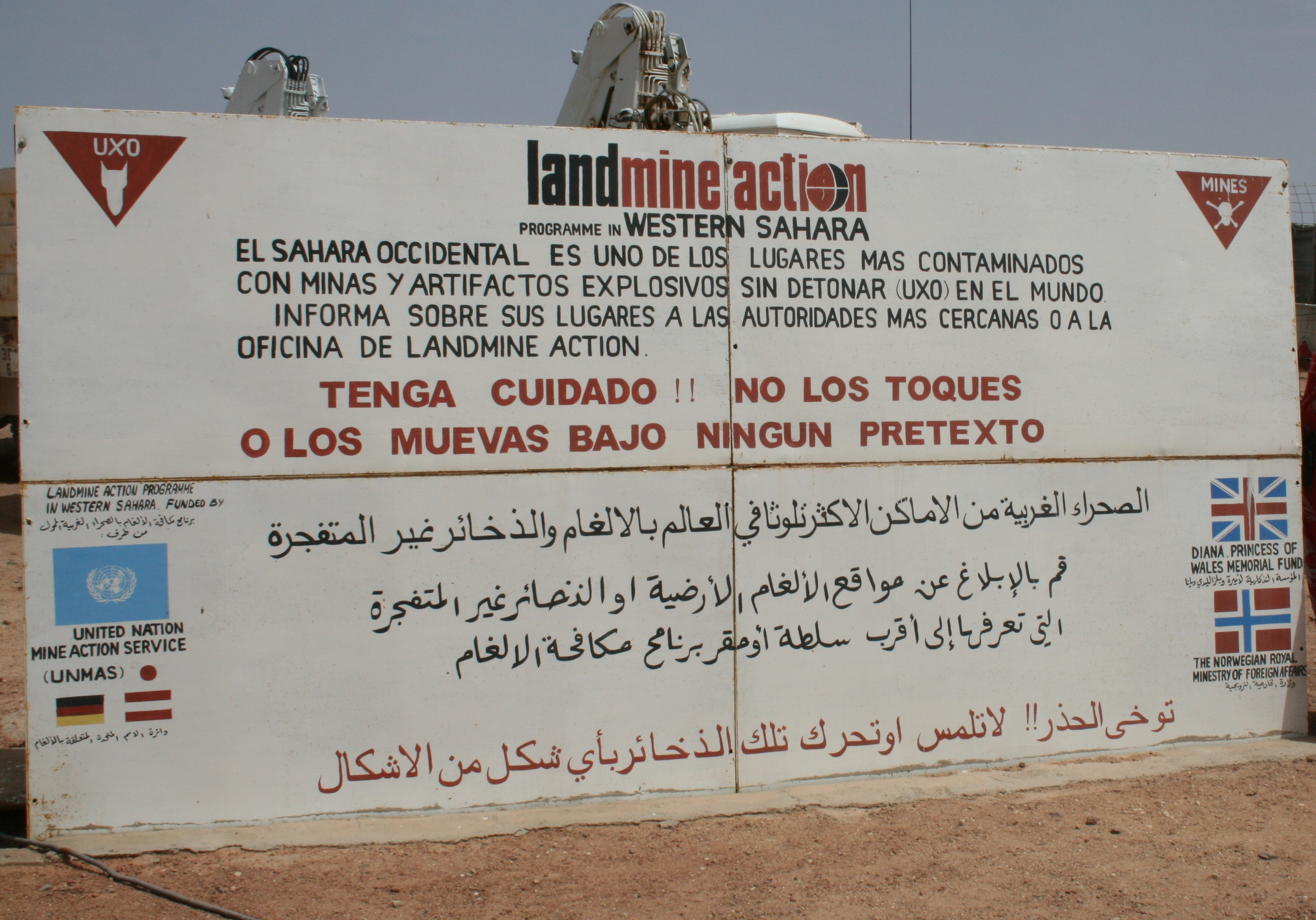
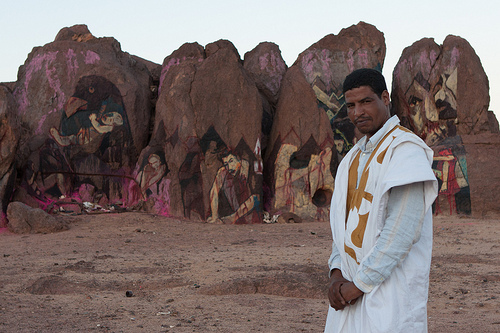
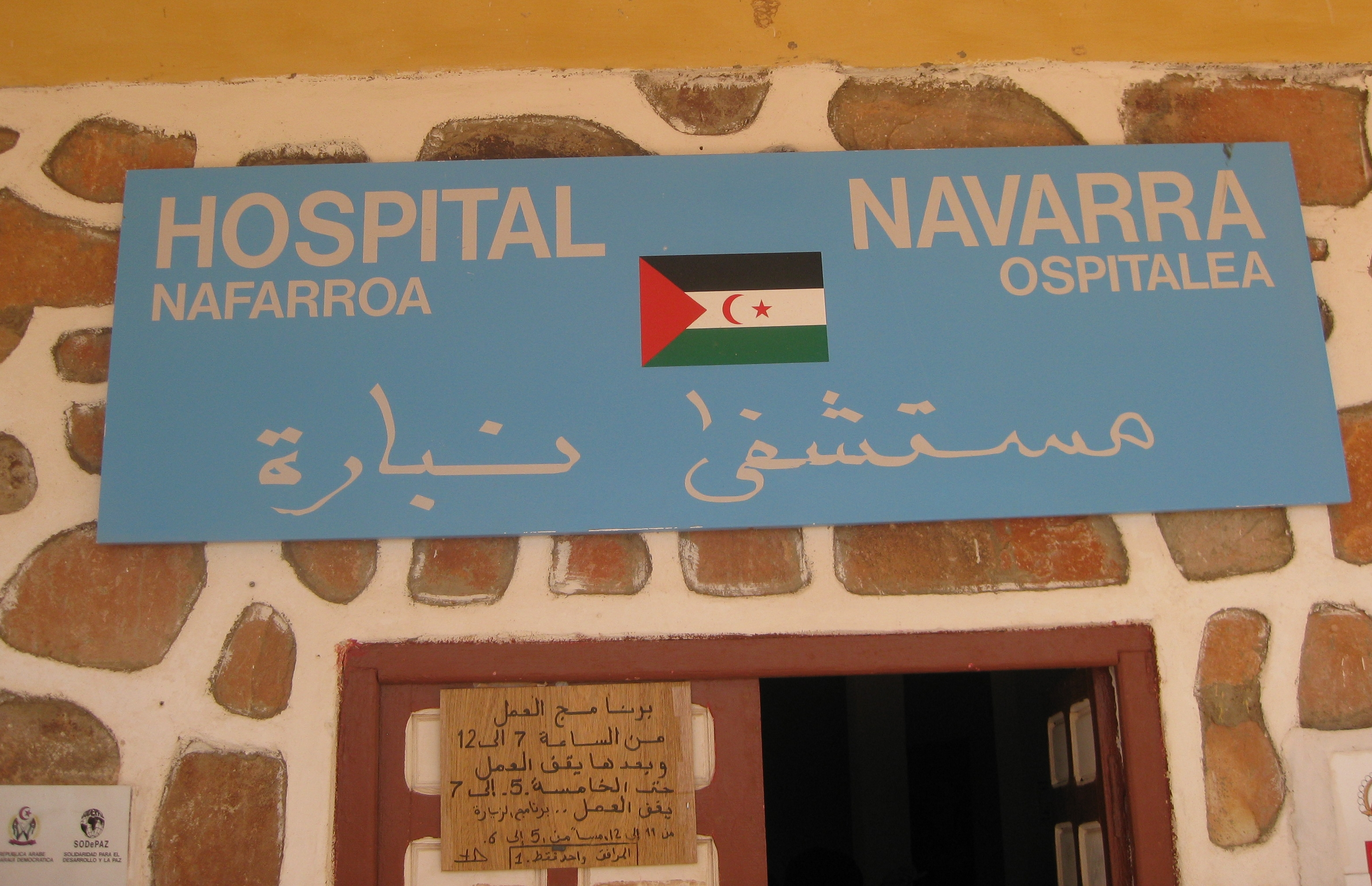
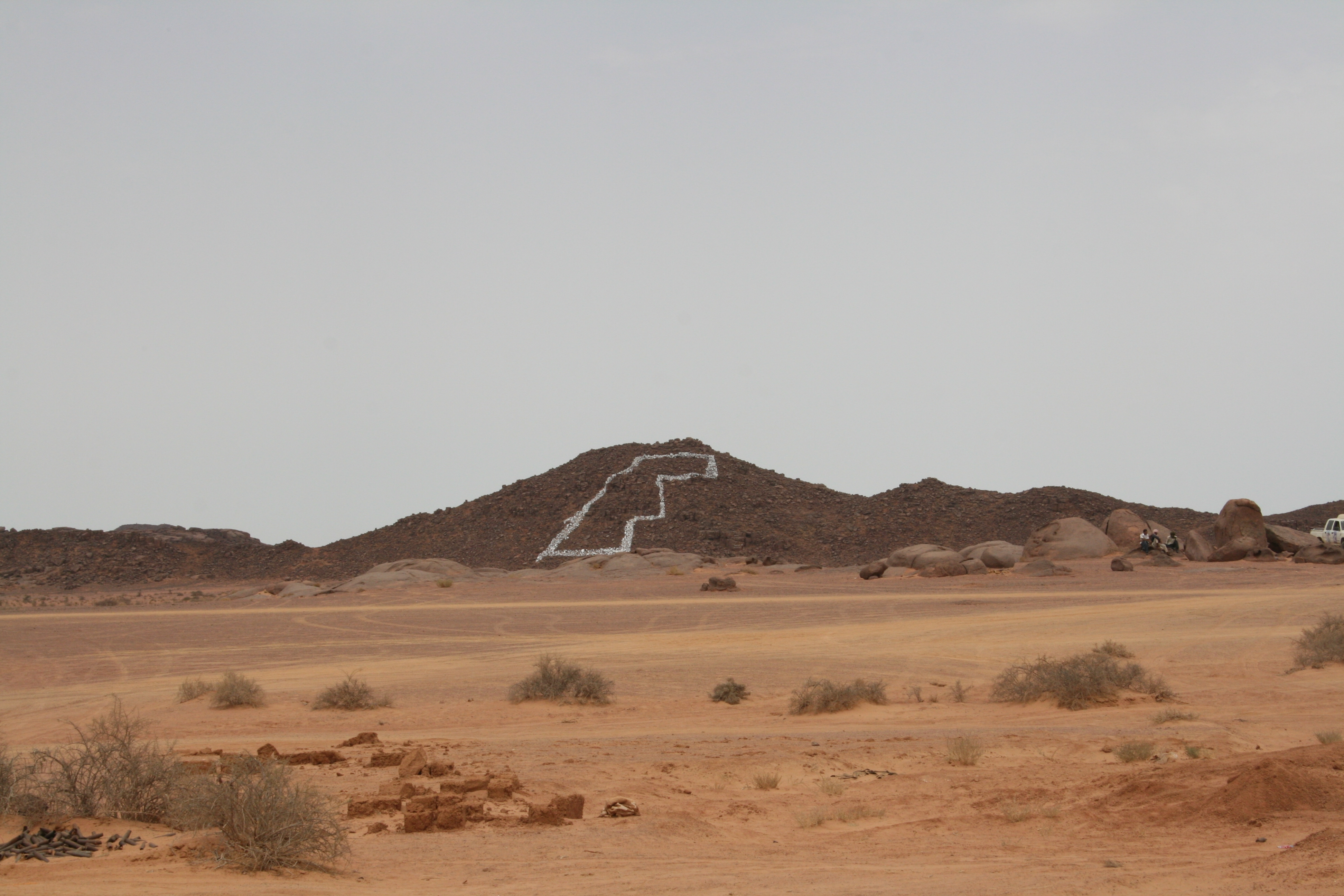